# 山田奈都美
山田 奈都美（やまだ なつみ、9月12日 - ）は、日本の女性声優、歌手。プロダクション・エース所属。 東京都出身。血液型はO型。

## 人物
イケメンな青年役に声をあてていた女性声優がかっこよく、「自分もイケメンになりたい!」と憧れたのがきっかけで声優を目指した。
2012年に声優ユニット『アニ☆ゆめproject』の一員としてデビュー。
2013年にオーディション番組「未来日記レボリューション」にてファイナリストとして勝ち残る。
その縁で、2013年のWebアニメ（のちにテレビ放送）『宮河家の空腹』にて声優デビュー。
2014年に映画『青鬼』の主題歌「蒼いクレスト」にて歌手デビュー。
山田悠希と2人組ユニット“Dual Flare”として「新妹魔王の契約者BURST」のエンディング「Temperature」を担当。
妹はかつてヒラタオフィスの新人部フラッシュアップに所属し、現在はコミフェクト所属の女優の秋元美咲。
特技はクラリネット、引き笑い。趣味は腹筋、水泳、大食い、音楽に触れること。イメージカラーはビビッドピンク。好きな食べ物はしゃぶしゃぶ、じゃがいも。好きな音楽のジャンルに萌えソングを挙げている。
好きな声優は『勇者になれなかった俺はしぶしぶ就職を決意しました。』で共演した田所あずさ。
アニ☆ゆめ projectで共に活動した声優の村井理沙子、磯部恵子、小田久美子と仲が良い。

## 出演
太字はメインキャラクター。

### テレビアニメ
2013年
- 勇者になれなかった俺はしぶしぶ就職を決意しました。（ラムディミア・ド・アクセィメモール）

2014年
- 巻き巻き!キノイくん（ファラ夫くん）

2015年
- 対魔導学園35試験小隊（星白流、ホステスC）
- 空戦魔導士候補生の教官（女子A）
- トリアージX（アイドル）

2016年
- この素晴らしい世界に祝福を!（2016年 - 2024年、ギルドのウェイトレス、女性C、冒険者、女魔法使い） - 2シリーズ
- ハルチカ〜ハルタとチカは青春する〜（バレー部員B）
- 魔装学園H×H（アルディア）
- 私がモテてどうすんだ（売り子）

2017年
- BORUTO-ボルト- NARUTO NEXT GENERATIONS（2017年 - 2023年、伊豆野ワサビ、タゴリヒメ、アンズ、イノリ 他）
- 武装少女マキャヴェリズム（猿渡ニコ、女の子、女子生徒）
- はじめてのギャル（女子生徒A、ギャルD）
- 僕の彼女がマジメ過ぎるしょびっちな件（西城梨奈）

2018年
- フューチャーカード 神バディファイト（生徒A、赤ずきん エマ / 幻想竜 レッドケープ・ドラゴン）
- ちおちゃんの通学路（モブ〈女〉、女子、公園の若い女、女生徒、中の下グループの女生徒）

2019年
- RobiHachi（旅女子）
- あんさんぶるスターズ!（子供）
- Re:ステージ! ドリームデイズ♪（坂東美久龍）
- ACTORS -Songs Connection-（猫）

2020年
- ラブライブ!虹ヶ咲学園スクールアイドル同好会（服飾同好会部長、新聞部員）

2021年
- 黒ギャルになったから親友としてみた。（女の子、店員）
- ラブライブ!スーパースター!!

2022年
- 史上最強の大魔王、村人Aに転生する（子供）

2024年
- ありふれた職業で世界最強 season 3（空裂のミナステリア）

### Webアニメ
- 宮河家の空腹（2013年、小泉まりな先生[16]）

### ゲーム
2014年
- 精霊使いの剣舞〜DayDreamDuel〜（フローラ）
- ヒーローズプレイスメント（茶ノ木＝ウレシー、サブリナ・グランベリー）

2015年
- 部活少女バトル（大原心珠）
- メイデンクラフト（蜂矢近衛）
- ぷよぷよ!!クエスト（2015年 - 2021年、レベッカ、シエル、ルイス、ハビラ）
- 神話創世RPG アマデウス（アザトース、バステト）

2016年
- エラキス 〜永遠の塔と騎士の物語〜（カリン）
- 円環のパンデミカ code-S-（蝶間林ネム）
- ビーナスイレブンびびっど！（桃源郷の管理人モニカ）
- オオカミ姫（桃源郷の管理人モニカ）

2017年
- ファントム オブ キル（ダモクレス）
- 陰陽おとぎソール（嫁入り長持、化物婚礼絵巻）
- Re:ステージ! プリズムステップ  (坂東美久龍）

2018年
- いきのこれ! 社畜ちゃん 〜ドキドキ炎上社畜ライフ〜（後輩ちゃん）
- ルナプリ（グレイス）
- ゴシックは魔法乙女〜さっさと契約しなさい!〜（ラプンツェル）
- WAR OF BRAINS（御伽戦隊 ヨモヤマ、総裁隠密 シュリ、次元修正 シャーラック）
- ロボットガールズZ ONLINE（ルーダさん〈ベガルーダ〉）
- フリージング エクステンション（ペトラ・シュナイゼル、アイギス・バレル）
- 東京コンセプション

2019年
- メトロエクソダス（ナスティア）

2020年
- アンノウンブライド（インドラ、パズズ）
- 戦姫ストライク（銀輪蛇）
- モンスターストライク（ストロベリーナイツ）

2021年
- キズナファンタジア〜海辺の国の大聖典〜（ミロン）

2023年
- ハツリバーブ（チャリサー、ドロリィス、栗山青鸞）

2025年
- プロミス・マスコットエージェンシー（ピーチズ）

### ドラマCD
- 宮河家の空腹 ヒャダインこと前山田健一が作曲したサウンドトラック シリーズ構成の待田堂子による新規撮り下ろしオリジナルドラマ 未放送のラジオ特別版を収録したCD（小泉まりな先生）

### ラジオ
- 勇者になれなかった俺たちはしぶしぶラジオを始めました。略して、「しぶラジ」（ランティスウェブラジオ：2013年9月23日 - 2014年2月3日[31]）
- BEAT LINE Radio. （レインボータウンFM FAN×FUN：2016年6月15日、2016年6月22日）
- 「オオカミ少年片岡の旅音人」 （ShibuyaCross-FM 2017年12月8日）
- 「オオカミ少年片岡正徳の君こそスターだ‼︎」（ShibuyaCross-FM 2018年7月13日）

### 映画
- 桜ノ雨（山田奈都美 役[32]）(2016年1月25日)

### 雑誌・書籍
- 月刊ニュータイプ2014年3月号 (アニ☆ゆめproject)
- 月刊コンプティーク2014年3月号 (アニ☆ゆめproject)
- フリーペーパー アニカン Vol.155 2015年10月 (Dual Flare)
- 月刊コンプティーク2015年12月号 (アニ☆ゆめproject)
- 月刊ニュータイプ2015年12月号 (アニ☆ゆめproject)
- VOICE Newtype Femme01 (Dual Flare)
- 月刊コンプティーク2016年1月号 (アニ☆ゆめproject)
- 月刊ニュータイプ2016年2月号 (アニ☆ゆめproject)
- 月刊コンプティーク2016年2月号 (アニ☆ゆめproject)
- 月刊娘TYPE 2016年3月号 (Dual Flare)
- 月刊娘TYPE 2016年4月号 (Dual Flare)
- 月刊娘TYPE 2016年5月号 (Dual Flare)
- 月刊娘TYPE 2016年6月号 (Dual Flare)
- 月刊娘TYPE 2016年7月号 (Dual Flare)
- 月刊娘TYPE 2016年8月号 (Dual Flare)
- 月刊娘TYPE 2016年9・10月合併号 (Dual Flare)
- 隔月刊娘TYPE 2016年11月号 (Dual Flare)
- 隔月刊娘TYPE 2017年1月号 (Dual Flare)
- 隔月刊娘TYPE 2017年3月号 (Dual Flare)
- 隔月刊娘TYPE 2017年5月号 (Dual Flare、アニ☆ゆめproject)
- 月刊コンプティーク 2017年7月号 (Re:ステージ！ テトラルキア 坂東美久龍役)
- 月刊コンプティーク 2017年8月号 (Re:ステージ！ テトラルキア 坂東美久龍役)
- 声優グランプリ 2018年 03月号 別冊付録「声優名鑑2018 女性編」

### オーディオドラマ
- パラミリタリ・カンパニー Webドラマ（2017年、本町シンディア役）

### Web番組
- アニ☆ゆめnano（2013年11月1日 - ）
- 人気声優が集まる噂のカラオケルーム…それが「神おけ（かみおけ）」 #11・13
- オーディション番組「未来日記レボリューション」ファイナリスト（2012年11月16日 - 2013年4月7日[33]）
- GirlsNews〜声優 （#93）
- 「後輩ちゃん」役 (社畜ちゃん http://syachiku-chan.com/?page_id=228) （2015年11月28日 - [34]）
- ライブダムカンパニー （2016年3月31日 #12）
- BEAT LINE Radio. レインボータウンFM FAN×FUN 79.2 MHz（2016年6月15日 23:00-23:30、2016年6月22日 23:00-23:30）
- NGC『ディヴィニティ：オリジナル・シン　エンハンスド・エディション』生放送 （2016年6月19日 (日) 開場:10:27 開演:10:30）
- ウチの夏フェス2014 （フレッシュ夏フェス隊）
- ウチの夏フェス2017 （フレッシュ夏フェス隊）
- 『あ～だこ～だ放送部』 （阿々田めなこ 役）
- 文化放送 超!A&G+ ラジオ特番 「AT-X秋の新番組に、俺、出演していますので、番宣しますＳＰ」@2017.10.13 16:00-17:00
- 悠木碧のマジメ過ぎてしょびってるラジオな件（第5回ゲスト - ウェイバックマシン（2017年10月7日アーカイブ分））
- ドスパラＴＶ　村井理沙子のＰＣゲーム道　Vol.13　Palitスペシャル@2018.7.22
- 『ファンキル』の『このすば2』コラボを山田奈都美さん＆小田果林さんが遊んでみた！電撃オンライン@2018.7.23
- NGC外とんつう2018（2018年8月13日 10:00頃〜）

### アプリ
- 社畜ちゃんアラーム（後輩ちゃん役）

### TVCM
- ファントムオブキル ファンラブCM（ダモクレス役（2018.8.4〜8/11@TOKYO MX））
- MF文庫J「僕のカノジョ先生」TVCM （ナレーション（2019.7.25〜））

### PV
- 怪盗ルパン伝 アバンチュリエ kindle版PV（2018年、ネリー、ボートルレ役）

### カラオケ
- 『恋は雨上がりのように』ノスタルジックレインフォール(歌唱:山田奈都美)（2019.2.5〜@LIVE DAM STADIUM）

## ディスコグラフィ

### シングル
| 発売日        | タイトル     | 規格品番 | 最高位 |
| ------------- | ------------ | -------- | ------ |
| 2014年6月23日 | 蒼いクレスト | AMG-8068 |        |

### タイアップ曲
| 楽曲             | タイアップ                                       | 時期   |
| ---------------- | ------------------------------------------------ | ------ |
| 気まぐれルーシー | テレビアニメ『黒ねこルーシー』オープニングテーマ | 2012年 |
| 蒼いクレスト     | 映画『青鬼』主題歌                               | 2014年 |

### キャラクターソング
| 発売日         | 商品名                                                      | 歌 | 楽曲                                      | 備考                                                                     |
| -------------- | ----------------------------------------------------------- | --- | ----------------------------------------- | ------------------------------------------------------------------------ |
| 2013年11月27日 | エキストラレボリューション                                  | KANBAN娘。 | 「エキストラレボリューション」            | テレビアニメ『勇者になれなかった俺はしぶしぶ就職を決意しました。』関連曲 |
| 2013年11月27日 | エキストラレボリューション                                  | フィノ（田所あずさ）、エルザ（新田恵海）、アイリ（岩崎可苗）、ラム（山田奈都美）                                                                                         | 「レンアイカスタマーサービス！」          | テレビアニメ『勇者になれなかった俺はしぶしぶ就職を決意しました。』関連曲 |
| 2017年9月10日  | Fearless Girl                                               | テトラルキア | 「Fearless Girl」 「Shine on Me!!」       | 『Re:ステージ！』関連曲                                                  |
| 2017年12月27日 | 恋の四十八手 桃色篇                                         | 西城梨奈（山田奈都美） | 「はじめてを教えて」                      | テレビアニメ『僕の彼女がマジメ過ぎるしょびっちな件』関連曲               |
| 2018年2月21日  | Raise Your Fist                                             | テトラルキア | 「カナリア」 「Stay Together」 「境界線」 | 『Re:ステージ！』関連曲                                                  |
| 2018年8月10日  | ファントム オブ ラブ                                        | エルキュール（新田ひより）、ミネルヴァ（小田果林）、フライシュッツ（大地葉）、ダモクレス（山田奈都美）、スイハ（近藤玲奈）、ネス（小松ゆうり）、グラーシーザ（渡辺明佳） | 「ファントム オブ ラブ」                  | 『ファントム オブ キル』関連曲 コミケ限定頒布（後日配信）                |
| 2018年8月10日  | ファントム オブ ラブ                                        | ミネルヴァ（小田果林）、ダモクレス（山田奈都美） | 「Eeryday☆ファンキル」                    | 『ファントム オブ キル』関連曲 コミケ限定頒布（後日配信）                |
| 2018年11月21日 | Heroic Spark                                                | テトラルキア | 「Heroic Spark」 「Seventeen Feels」      | 『Re:ステージ！』関連曲 2ndシングル                                      |
| 2019年11月6日  | Be the CHANGE.                                              | テトラルキア | 「Ambitious Pieces」                      | テレビアニメ『Re:ステージ！ ドリームデイズ♪』関連曲                      |
| 2019年11月6日  | Be the CHANGE.                                              | 坂東美久龍（山田奈都美） | 「Flavor Youth」                          | テレビアニメ『Re:ステージ！ ドリームデイズ♪』関連曲                      |
| 2020年12月16日 | Chain of Dream                                              | テトラルキア | 「Pins&Needles」                          | 『Re:ステージ！』関連曲                                                  |
| 2021年3月17日  | Re:STAGE! THE BEST                                          | Re:STAGE! ALL IDOL | 「私たち、四季を遊ぶんです!!」            | 『Re:ステージ！』関連曲                                                  |
| 2022年5月11日  | Sin City                                                    | 本城香澄(CV:岩橋由佳) 一条瑠夏(CV:諏訪彩花) 坂東美久龍(CV:山田奈都美) | 「Sin City」                              | 『Re:ステージ！』関連曲                                                  |
| 2022年5月25日  | ユニゾンモノローグ                                          | テトラルキア | 「ユニゾンモノローグ」                    | 『Re:ステージ！』関連曲                                                  |
| 2023年4月19日  | M.L.V.G                                                     | テトラルキア | 「M.L.V.G」                               | 『Re:ステージ！』関連曲                                                  |
| 2024年4月1日   | 「Re:ステージ！プリズムステップ」コンセプトアルバム Refrain | 坂東美久龍（山田奈都美）、南風野朱莉（高柳知葉） | 「To Die For」                            | 『Re:ステージ！』関連曲                                                  |
| 2024年10月31日 | Rewind                                                      | テトラルキア | 「Rock Out!!」                            | 『Re:ステージ！』関連曲                                                  |

### その他参加作品
| 発売日         | 商品名                        | 歌                     | 楽曲                                   | 備考                                                                   |
| -------------- | ----------------------------- | ---------------------- | -------------------------------------- | ---------------------------------------------------------------------- |
| 2015年11月4日  | Temperature                   | Dual Flare             | 「Temperature」                        | テレビアニメ『新妹魔王の契約者 BURST』エンディングテーマ               |
| 2015年11月4日  | Temperature                   | Dual Flare             | 「OWN WAY」 「あいのうた 〜believe〜」 |                                                                        |
| 2017年11月8日  | 恋のヒミツ                    | pua:re                 | 「恋のヒミツ」                         | テレビアニメ『僕の彼女がマジメ過ぎるしょびっちな件』エンディングテーマ |
| 2017年11月8日  | 恋のヒミツ                    | pua:re                 | 「あいことば」                         |                                                                        |
| 2019年10月23日 | 恋のブロックチェーン side:BC  | 山田奈都美、平岡みなみ | 「恋のブロックチェーン」               | VRcredit_Project                                                       |
| 2019年10月23日 | 恋のブロックチェーン side:BC  | 山田奈都美、平岡みなみ | 「ウソはつけない!」                    | ドラマ                                                                 |
| 2019年10月23日 | 恋のブロックチェーン side:www | 山田奈都美、平岡みなみ | 「恋のブロックチェーン」               | VRcredit_Project                                                       |
| 2019年10月23日 | 恋のブロックチェーン side:www | 山田奈都美、平岡みなみ | 「古くなんてありません!」              | ドラマ                                                                 |

## 活動ユニット
- 公式サイト http://www.aniyume.jp/
- アニ✩ゆめチャンネル https://ch.nicovideo.jp/ch1515
- 自己紹介動画2013 https://www.nicovideo.jp/watch/1383126029
- 自己紹介動画2014 https://www.nicovideo.jp/watch/1397110699

『Dual Flare』
- 公式twitter https://twitter.com/dualflareSTAFF
- 日本コロムビア 新妹魔王の契約者(テスタメント)特設サイト
- 新人声優 山田悠希と山田奈都美の2人組ユニット!!
- 「新妹魔王の契約者（テスタメント）BURST」エンディング・テーマ / Temperatureにてデビュー
- Temperature / Dual Flare https://www.youtube.com/watch?v=VmLESCyzETs
- Dual Flare(デュアル フレア)★自己紹介ムービー 
  - その1 Dual Flare(デュアル フレア)★自己紹介ムービー その1
  - その2 Dual Flare(デュアル フレア)★自己紹介ムービー その2
  - その3 Dual Flare(デュアル フレア)★自己紹介ムービー その3
  - その4 Dual Flare(デュアル フレア)が真剣勝負！？－黒ひげ編－
  - その5 Dual Flare(デュアル フレア)が真剣勝負！？－トランプ編－
  - その6 Dual Flare(デュアル フレア)が真剣勝負！？－ロマンチックしりとり編－

『pua:re(ピュアレ)』
- 日本コロムビア TVアニメ「僕の彼女がマジメ過ぎるしょびっちな件」音楽情報サイト
- 八木侑紀、山田奈都美、水谷麻鈴、小倉弥優の声優4人によるユニット。
- TVアニメ「僕の彼女がマジメ過ぎるしょびっちな件」エンディング・テーマ / 恋のヒミツにてデビュー
- コメント映像 https://columbia.jp/majimesugiru-anime/info.html#comment
- しょびっち第一話Twitterライブ 上映会@2017年10月11日24:30〜
- (MV)pua:re(ピュアレ) / 恋のヒミツ
- 恋のヒミツ／あいことば / pua:re(ピュアレ)
- pua:re（ピュアレ）生出演「僕の彼女がマジメ過ぎるしょびっちな件」EDリリース記念特番@2017年10月18日21:00〜
- 『恋のヒミツ』発売記念！pua:reの『しょびっち第5話』実況生配信！！@2017年11月8日24:30〜
- ライブイベント アニ☆ゆめProject スペシャル pua:reとして出演 2018年4月8日@Space emo 池袋

『VR creditプロジェクト』
- 【MV】恋のブロックチェーン - ブロックチェーン starring：山田奈都美、www starring：平岡みなみ（Official Music Video）

## ライブ・イベント
- （2011年12月25日） 『Music Live A 2011 Grand Champion Festa』準グランプリ[35]
- （2012年11月23日）『LEGEND OF MUSIC LIVE A　2012』[36]
- （2013年9月15日）大ぽぷかる展 〜愛知ポップカルチャーフェスタinモリコロパーク〜
- （2013年10月13日）ファンタジア文庫25周年祭
- （2014年4月6日）松田・マツ雄 presents 代々木アニメソング学院 -十四期生-
- （2014年4月27日）ニコニコ超会議3
- （2014年5月6日）第3回とちテレ✩アニメフェスタ
- （2014年6月28日）『ネコトマイ』
- （2014年9月19 - 21日）東京ゲームショウ2014
- （2015年4月27日）朗読  Hideaway〜 A member
- （2015年6月17日）「メイデンクラフト：ニコ生、始メイデンっ！」（ニコニコ生放送）
- （2015年9月19日）東京ゲームショウ (一般デー1日目)  Wargamingブース『ぶりたん！』 公開収録ステージ
- （2015年9月23日）「新妹魔王の契約者 BURST」先行上映会
- （2015年10月30日）「新妹魔王の契約者BURST」Blu-ray・DVD発売記念イベント
- （2015年10月30日）TSUBAKIフェスタ2015内「新妹魔王の契約者BURSTイベント」
- （2015年11月7日）Dual Flare「Temperature」発売記念イベント 18:00〜@とらのあな秋葉原店C
- （2015年11月7日）Dual Flare「Temperature」発売記念イベント 16:00〜@アニメイト秋葉原店
- （2015年12月6日）セガネットワークス ファン感謝祭2015 ぷよぷよ‼︎クエストステージ
- （2015年12月20日）Metamorphose(メタモルフォーゼ) 幻のファースト・ライブ
- （2016年7月17日） AxE[エークロスイー] x18 #AxE_2016(ゲスト：Dual Flare) [37]
- （2016年9月17日）『ぶりたん！』東京ゲームショウ2016特別編公開収録ステージ＠ウォーゲーミングジャパンブース（幕張メッセ）
- （2016年9月29日） NGC『デッドアイランド：ディフィニティブコレクション』生放送＠ニコニコゲーム実況チャンネル
- （2017年4月20日） NGC『How to Survive: ゾンビアイランド2』生放送＠ニコニコゲーム実況チャンネル ２２時から約１時間 公式ページ
- （2017年4月27日） NGC『How to Survive: ゾンビアイランド2』生放送＠ニコニコゲーム実況チャンネル ２２時から約８時間
- （2017年5月28日） ファンキー DE ルンルンスクール@ニコニコ生放送
- （2017年7月27日） ファンキー DE ルンルンスクール 7月号！！@ニコニコ生放送
- （2017年8月19日） ファンキー DE ルンルンスクールSP inファンキル夏祭り@UDX 4Fシアター＆ニコニコ生放送
- （2017年8月24日） NGC『ロックマン クラシックス コレクション2』生放送＠ニコニコゲーム実況チャンネル 21時から約2時間
- （2017年9月13日） 「Re:ステージ！」キラリン☆ニコ生 第11回@ニコニコ生放送
- （2017年9月28日） ファンキー DE ルンルンスクール 9月号@ニコニコ生放送
- （2017年10月6日）「TVアニメ「僕の彼女がマジメ過ぎるしょびっちな件」の第1話先行上映イベント」@新宿ピカデリー
- （2017年10月18日）pua:re（ピュアレ）生出演「僕の彼女がマジメ過ぎるしょびっちな件」EDリリース記念特番@ニコニコ生放送
- （2017年10月24日）ぷよクエ公式生放送“秋のぷよ(24)の日スペシャル“
- （2017年10月28日）ファントムオブキル3周年記念ファンミーティング
- （2017年11月29日）Re:STAGE！ch～リメンバーズRADIO～第1回 ゲスト
- （2017年12月8日）ShibuyaCross-FM「オオカミ少年片岡の旅音人」
- （2017年12月17日）pua:re「恋のヒミツ」リリースイベント@とらのあな秋葉原店C＆AKIHABARAゲーマーズ本店
- （2017年12月25日）FgG公式ニコ生 クリスマススペシャル特別番組
- （2018年1月26日） ファンキー DE ルンルンスクール1月号@ニコニコ生放送&YoutubeLive
- （2018年2月11日）Re:STAGE！ch～リメンバーズRADIO～第4回 パーソナリティ
- （2018年2月23日） ファンキー DE ルンルンスクール 2月号@ニコニコ生放送&YoutubeLive
- （2018年3月10日）トロワアンジュ・テトラルキア ミニアルバム発売記念合同リリースイベント@サイエンスホール
- （2018年4月25日）ファンキー DE ルンルンスクール4月号@ニコニコ生放送
- （2018年5月18日）伊東歌詞太郎 「 家庭教室 」出版記念朗読会（第６回）
- （2018年5月20日） NGC_ALIENWAREプレゼンツ『VR』生放送＠ニコニコ生放送、FRESH!生放送、Twitch 19時から約4時間
- （2018年5月26日）ファンキル・タガタメサミット in 神戸@神戸ファッションマート 9階
- （2018年6月17日）ファンキルフレンドシップツアー東京@原宿クエストホール
- （2018年7月1日）【Re:ステージ！】PRISM☆LIVE!!～2ndSTAGE～Ready for Dream@山野ホール
- （2018年7月30日）ファンキルハウスvol.1-借り暮らしなう-@Youtubeファンキルチャンネル
- （2018年8月11日）エンシェントキラーズCDお渡し会@コミックマーケット94 ファントムオブキルブース
- （2018年8月29日）ファンキルハウスvol.2-宮殿なう-@Youtubeファンキルチャンネル
- （2018年8月31日）ファンラブ2018　ビジョンライブナイト開催（カウントダウントークイベント）@西武新宿PePe広場
- （2018年9月25日）ファンキルハウス vol.3 -探しはじめて半年なう-@Youtubeファンキルチャンネル
- （2018年9月26日）Re: STAGE！ch～リメンバーズRADIO～第11回ゲストパーソナリティ
- （2018年10月14日） ALIENWAREアンバサダー特別イベント～NGC『えどササイズ』＆『VR』生放送～ 17:00〜18:10
- （2018年10月27日）ファントムオブキル4周年ファンミーティング
- （2018年11月27日）ファンキルハウス vol.4 -5年目突入なう-@Youtubeファンキルチャンネル
- （2018年12月9日） NGC『VR』生放送＠ニコニコ生放送、FRESH!生放送、Twitch 19時から
- （2018年12月26日）FgG公式生放送ファンキル・タガタメ合同年末SP@YoutubeLive20:15頃から
- （2019年1月30日）ファンキルハウスvol.5-料亭なう-@YoutubeLive20:10から
- （2019年2月26日）ファンキルハウスvol.6-ゴージャスなう-@YoutubeLive20:00から
- （2019年3月16日）ファンキルフレンドシップツアー2019（ラジオ公開収録）@京都みやこめっせ
- （2019年3月26日）ファンキルLIVEハウス ～最終回なう。～@YoutubeLive20:00から
- （2019年3月27日）Re:STAGE! PARTY!!~Radio side～♯5@YoutubeLive21:00から
- （2019年4月14日）Re:SATAGE!PARTY!!～TV Side～ #6@YoutubeLive21:00から
- （2019年4月20日）『Re:ステージ! 1stTOUR INTERSECT』@ell,FITS ALL【名古屋】
- （2019年5月2日） NGC『やまちむVR』生放送 19時から
- （2019年5月4日）声優グランプリ presents ライブグランプリ
- （2019年7月27日）ファンキルが長く続きますよ〜に vol.04 公開生放送@秋葉原@YoutubeLive19:00から
- （2019年7月29日）『ギルドフレンズ～飯田里穂の！世界へ？本気です！～』公開収録@お台場フジテレビマイナビステージ16:00から
- （2019年9月5日） NGC『やまちむ怪談』 19時から
- （2019年9月5日） NGC『やまちむホラーVR』 21時から
- （2019年10月31日、11月3日） NGC『ディヴィニティ：オリジナル・シン 2 ディフィニティブエディション』スポット放送 10/31 21時から、11/3 14時から
- （2019年11月17日）PRISM☆LIVE!3rd STAGE～Reflection～@大宮ソニックシティ大ホール
- （2019年12月22日） NGC 『テラリア』 13時から
- （2019年12月23日）FgG公式生放送ファンキル・タガタメ合同年末SP@Youtubeファンキルチャンネル18時から
- （2020年1月24日）ファンキルが長く続きますよ〜に vol.08@Youtubeファンキルチャンネル20時から
- （2020年4月26日）ファンキルに帰ろうvol.0.1@Youtubeファンキルチャンネル20時から

### シリーズ一覧
1. ↑  第1期（2016年）、第3期『3』（2024年）

### ユニットメンバー
1. ↑  フィノ（田所あずさ）、セアラ（島形麻衣奈）、ノヴァ（曽和まどか）、エルザ（新田恵海）、ラム（山田奈都美）、ロア（宝木久美）、アイリ（岩崎可苗）
2. 1 2 3 4 5 6 7  坂東美久龍（山田奈都美）、西館ハク（佐藤実季）、南風野朱莉（高柳知葉）、城北玄刃（西田望見）
3. ↑  式宮舞菜（牧野天音）、月坂紗由（鬼頭明里）、市杵島瑞葉（田澤茉純）、柊かえ（立花芽恵夢）、本城香澄（岩橋由佳）、長谷川みい（空見ゆき）、伊津村紫（小澤亜李）、伊津村陽花（嶺内ともみ）、式宮碧音（髙橋ミナミ）、一条瑠夏（諏訪彩花）、岬珊瑚（田中あいみ）、白鳥天葉（日岡なつみ）、帆風奏（阿部里果）、緋村那岐咲（長妻樹里）、坂東美久龍（山田奈都美）、西館ハク（佐藤実季）、南風野朱莉（高柳知葉）、城北玄刃（西田望見）
4. ↑  山田悠希、山田奈都美
5. ↑  八木侑紀、山田奈都美、水谷麻鈴、小倉弥優